# Francisco Carro Rozas
Francisco Carro Rozas (Madrid, 1912-Simferòpol, 1976) va ser un militar espanyol.

## Biografia
Va néixer a Madrid en 1912. Treballava com a escorxador a l'Escorxador de Madrid. Es va afiliar al Partit Comunista d'Espanya en 1935.
Després de l'esclat de la Guerra civil es va unir a l'Exèrcit Popular de la República. A la fi de 1936 va ser nomenat cap del primer batalló de la 18a Brigada Mixta, i va prendre part en la batalla del Jarama. En el transcurs dels combats el major de milícies Carro va haver d'assumir breument el comandament de la brigada, després que el seu anterior cap hagués abandonat el seu lloc. Més endavant assumiria la prefectura de la 73a Divisió, unitat amb la qual intervindria en la batalla de Valsequillo-Peñarroya.
Després del final de la guerra es va exiliar a la Unió Soviètica, on va passar a residir. Va morir a la localitat de Simferòpol en 1976.